# Tsubasa: Reservoir Chronicle
Tsubasa: Reservoir Chronicle (ツバサ-RESERVoir CHRoNiCLE-) är en avslutad manga av CLAMP. Den gavs ut i den japanska tidningen Shounen Magazine. Den fick dessutom en uppfäljare med namnet Tsubasa World Chronicle: Nirai Kanai-hen. Tsubasa: Reservoir Chronicle har gjorts om till en animeserie, Tsubasa Chronicle, som visades under 2005 och 2006, och också till en film, Tsubasa Chronicle the Movie: The Princess of the Country of Birdcages, som kom ut 2005. Tre OVA-avsnitt; som går under samlingsnamnet Tsubasa Tokyo Revelations, gavs också ut under vintern 2007/2008. Till skillnad från animen, som gjordes av Bee Train, har OVA-avsnitten manus av CLAMPs Ageha Ohkawa. De animerades av Production IG. 

## Handling
Sakura är prinsessa av landet Clow, som regeras av hennes äldre bror Touya. Hennes barndomsvän Syaoran är en ung arkeolog. De båda står varandra mycket nära, och trots att Touya inte är alltför förtjust i att de båda träffas tillbringar de mycket tid tillsammans. En dag inträffar dock en katastrof - en mystisk kraft hypnotiserar Sakura och lockar ner henne till stadens gamla utgrävda ruiner. Syaoran lyckas rädda henne, men Sakuras minnen går förlorade och sprids som fjädrar över otaliga dimensioner runtom i universum. För att hindra att prinsessan dör sänder översteprästen Yukito iväg Sakura och Syaoran till dimensionshäxan Yuuko. Hon lovar att hjälpa Syaoran att hitta Sakuras minnen och på så vis rädda hennes liv, men för det krävs att han betalar ett högt pris - sin relation med Sakura. Oavsett om de lyckas återfinna prinsessans alla fjädrar eller ej kommer hon aldrig att kunna minnas sin barndomskamrat. Syaoran går med på att betala priset, och får i gengäld förmågan att resa genom dimensioner; detta tack vare Mokona, en underlig, kaninliknande liten varelse som bär på kraftfull magi.
Hos Yuuko möter Syaoran också de två andra huvudkaraktärerna i serien - Kurogane; en stridslysten ninja, och lättsamme Fay D. Flourite; en mystisk magiker. Kurogane sändes iväg från sin värld av den mäktiga prinsessan Tomoyo, som ville att han skulle lära sig vad sann styrka är för något. Eftersom hans enda mål är att ta sig tillbaka till sitt land kräver han att få korsa dimensioner. Fays motiv för att vilja resa mellan olika världar är mera oklara, men vi får veta att han är på flykt från sitt land för att undvika sin kung Ashura-ou, och att han absolut inte vill återvända hem. Också Kurogane och Fay måste betala högt för att Yuuko ska hjälpa dem - Kurogane tvingas ge henne sitt svärd Ginryuu, och Fay måste ge bort sin magiska tatuering. Därefter skickas den lilla gruppen i väg för att färdas genom dimensioner och hitta Sakuras minnen. 
Under sina resor hamnar Sakura, Syaoran, Fay, Kurogane och Mokona i många olika världar, och de träffar på en mängd faror, men också nya vänner och bundsförvanter. I takt med att Syaoran lyckas hitta Sakuras fjädrar återfår prinsessan i allt högre utsträckning sina minnen och sin personlighet, och även om hon fortfarande inte minns Syaoran från sin tid i landet Clow börjar de båda åter att hysa varma känslor för varandra. Även Kurogane och Fay förändras, och sakta men säkert kommer gruppens medlemmar varandra allt närmare.
I de senare delarna av mangan (volym 15 och uppåt) förändras historien dramatiskt, och berättartonen blir betydligt mörkare.

## Kopplingar till andra serier avCLAMP
De flesta karaktärer i Tsubasa Reservoir Chronicle är sådana som vi redan mött i andra serier av CLAMP. Sakura och Syaoran kunde till exempel ses för första gången i serien Cardcaptor Sakura, och under resorna genom de olika dimensionerna träffar de bland annat på karaktärer från X, Clover, Magic Knight Rayearth, Chobits och många andra CLAMP-serier. De personer vi möter i Tsubasa är dock inte desamma som i originalserierna, utan snarare alternativa versioner av de karaktärer som dyker upp i CLAMP:s äldre mangaserier. Det finns också karaktärer som är originalkaraktärer för Tsubasa, till exempel Kurogane och Fay.
Tsubasa Reservoir Chronicles har många kopplingar med xxxHolic, en annan av CLAMPs mangaserier, och berättelserna korsar ofta varandra. Bland annat spelar dimensionshäxan Yuuko en viktig roll i de båda serierna. Längre fram avslöjas också att xxxHolics huvudkaraktär Watanuki har starka band till Tsubasas Syaoran. För att förstå allt som händer och få en mera komplett bild av de båda historierna rekommenderas ofta att man läser båda serierna. Det är dock inte nödvändigt för att kunna följa handlingen.

## Svensk utgivning
En svensk utgåva av Tsubasa: Reservoir Chronicle förbereddes till den numera nedlagda mangatidningen Manga Mania. Utgivningen avbröts dock strax innan det första kapitlet skulle gå i tryck. Ingen annan svensk utgivning av serien är planerad i nuläget. Seriens översättare var My Bergström. 